# 松ケ島緑地
松ケ島緑地（まつがしまりょくち）は、千葉県市原市の五井地区にある大字。郵便番号は290-0000。

## 概要
千葉県市原市の五井地区にある大字である。工業地帯緩衝緑地のため人口は0人である。北は五井南海岸、東は出津西及び松ケ島西、南は青柳北、西は千種海岸と接する。

## 歴史

### 沿革
- 1963年5月1日 - 市原市市制施行に伴い市原市五井地区の一部となる[5]。

## 世帯数と人口
2022年4月1日現在の世帯数と人口は以下の通りである。
| 大字       | 世帯数 | 人口 |
| ---------- | ------ | ---- |
| 松ケ島緑地 | 0世帯  | 0人  |

## 学区
いずれの学校の学区にも含まれていない。

## 施設
- 松ケ島緑地

## 交通

### 鉄道
- 最寄りは五井駅